# 配石

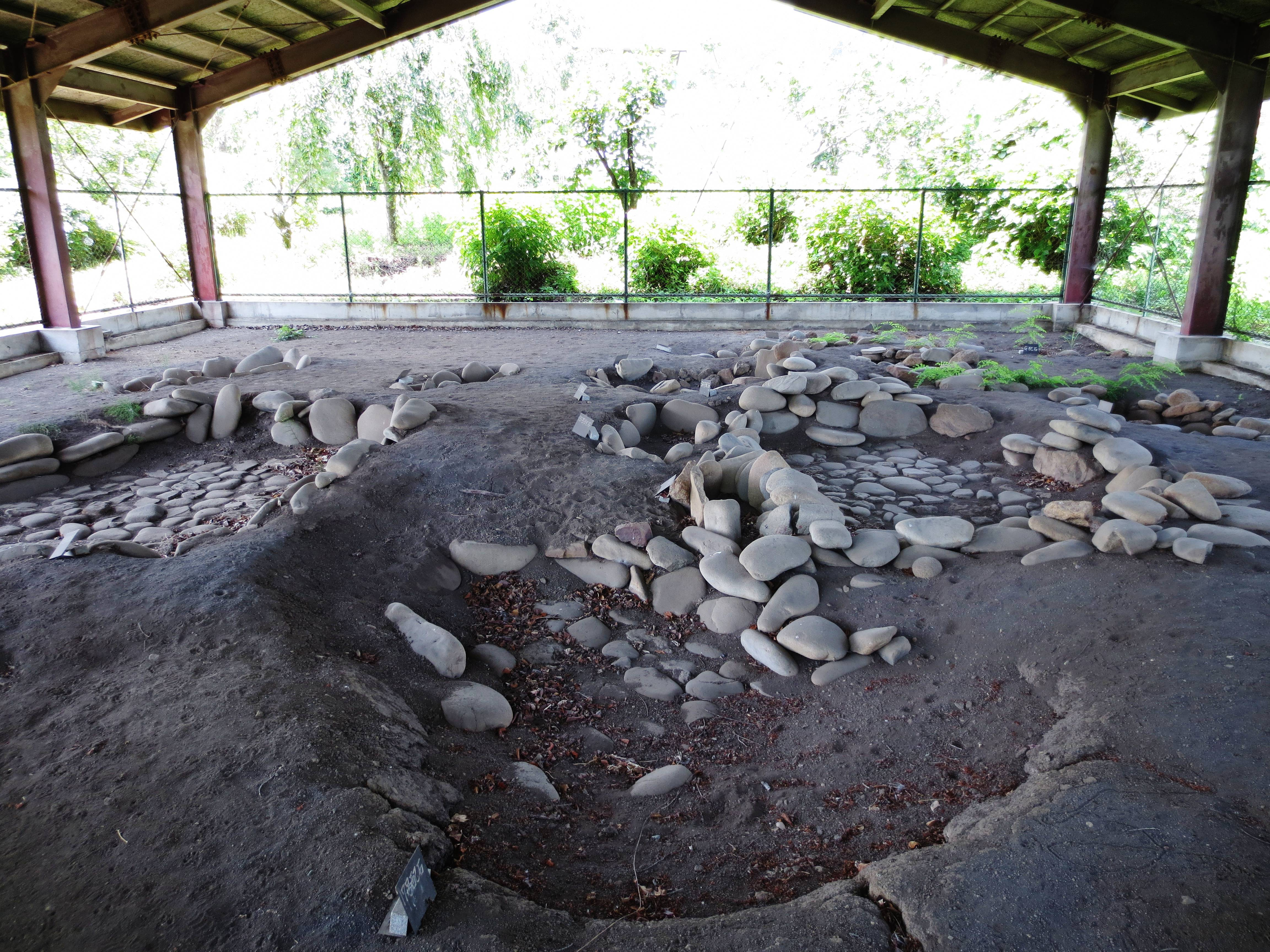
上越新幹線の建設に伴い発掘された深沢遺跡の配石遺構（群馬県利根郡みなかみ町）。縄文時代後期の集団墓地である。

配石（はいせき）、または配石遺構（はいせきいこう）とは、考古学において、表面の滑らかな河原石などの自然石を、地表面に目的をもって配置したり、組合せたりして構築した遺構を指す語である。ピラミッドのような石組みの建造物はふつう含まれない。

## 概要
配石遺構の形態には様々なものがあり、その性格も集落内の土地区画など日常生活に関わる標識から、埋葬や祭祀・信仰に関わるものまで多岐にわたると考えられている。単独のものは組石（くみいし）とも呼ぶ。
配石遺構の内、石を列状に配置したものを列石（れっせき）と呼び、円形（環状）に配置させるものを環状配石や環状列石（かんじょうれっせき、いわゆるストーンサークル）と呼ぶ。長大な石を垂直に立てた立石（りっせき）をともなう場合もある。河原石や礫を土坑（墓穴）の中や外に配置した埋葬施設を特に配石墓（はいせきぼ）と呼ぶ。また日本の縄文時代後期に見られる住居形態の一種で、床面に平たい石を敷き詰めるように配石したものは敷石住居（しきいしじゅうきょ）と呼ばれる。
ヨーロッパには、巨石を並べた配石遺跡である巨石記念物があり、ストーンヘンジなどはその代表例である。
日本では、縄文時代の近畿地方東辺部以東の東日本を中心に配石遺構がみられるようになり、同時代前期に顕著となり、中期には急増する。前期末から中期・後期前半までのものでは、配石の下に土壙墓を伴わないものがみられるが、後期以降は土壙墓を伴う例が増加する。環状列石を伴う著名な遺跡には、秋田県鹿角市の大湯環状列石や青森県青森市の小牧野遺跡、秋田県北秋田市の伊勢堂岱遺跡があり、これらはいずれも縄文時代後期の遺跡である。また、石材資源の豊富な中部地方の山麓地域においても盛んに作られる。